# Rigolato

Rigolato est une commune italienne de la province d'Udine dans la région Frioul-Vénétie Julienne en Italie.

## Géographie
Situé dans le haut val Degano, en Carnia, aux pieds des monts Talm et Pleros à 760 mètres d’altitude, est entouré des quelques monts les plus importants des Alpes carniques.
Les habitations, en grande partie érigées sur les pentes, sont entourées de forêts riches en flore et en faune.

## Histoire
La vallée du Degano, comme la majeure partie de la Carnia, fut habitée par les Carni, un peuple celtique.
Les premières notices documentées sur l’existence de Rigolato remontent au XIIIe siècle.
Selon l’hypothèse du géographe Giovanni Marinelli, on retient l’important développement, intervenu entre les années 1400 et 1500, sur l’exploitation des mines d’argent et de cuivre sur le mont Avanza, près de la commune de Forni Avoltri.
Comme le reste de la Carnia, Rigolato fit partie du Patriarcat d’Aquilée (1077-1420), puis, de 1420 à 1797, de la République de Venise.
Après la chute de la Sérénissime, avec la proclamation du royaume d'Italie, il devient chef-lieu du canton, district de Tolmezzo, département de Passariano.
Sous le royaume lombard-vénitien,Rigolato devient une commune de troisième ordre avec un conseil communale, chef-lieu du district (joint en 1863 à celui de Tolmezzo), appartenant à la Province du Frioul.
En 1866, annexion au royaume d'Italie (1861-1946).
Le dépeuplement du pays, déjà perceptible au début de l’après-guerre, est devenu ininterrompu depuis les années 1950 jusqu’à nos jours, réduisant la population sous les 600 habitants.

## Monuments et lieux d'intérêt

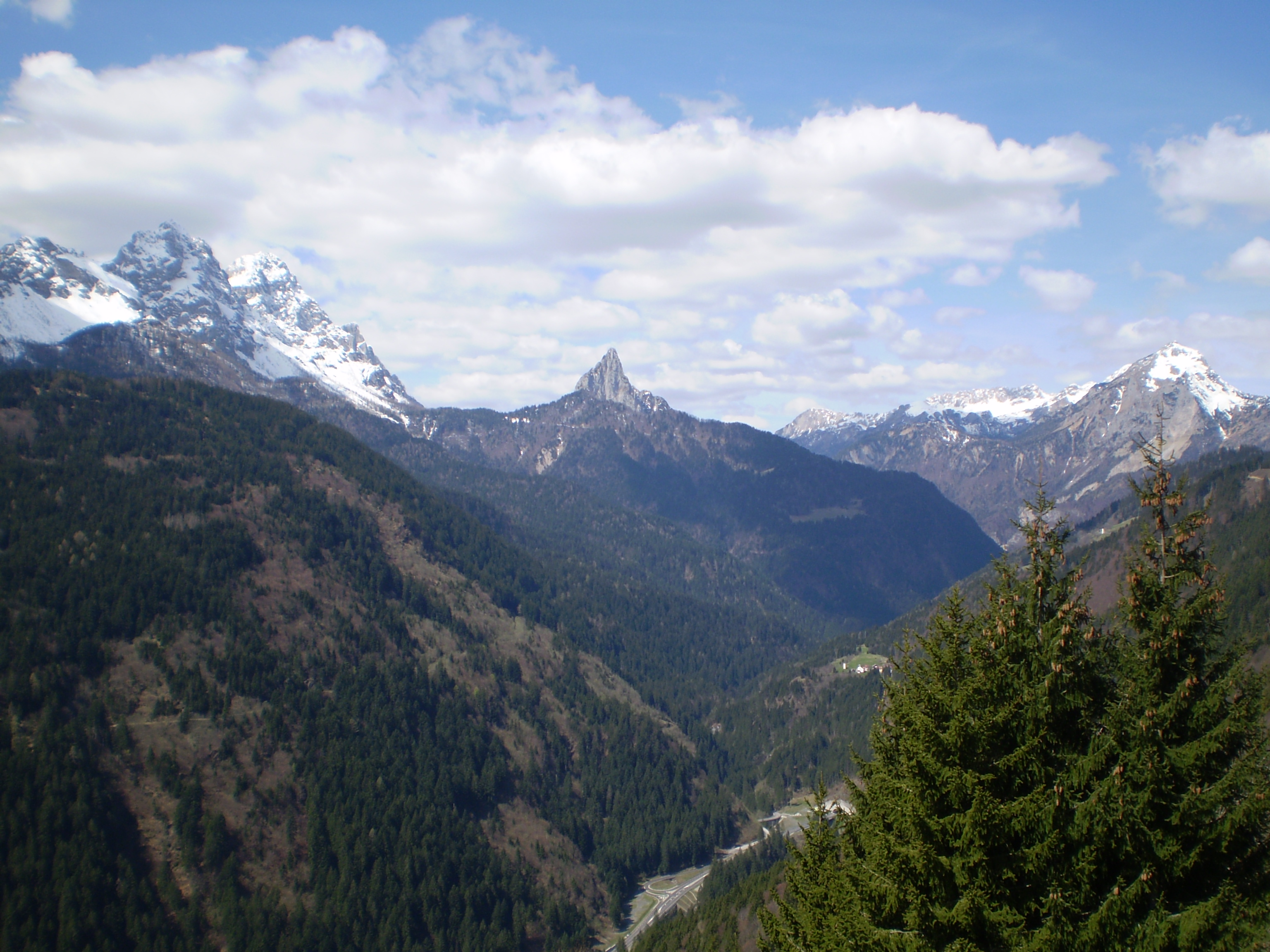
l'alta val Degano vista da Givigliana

- Rigolato est pays caractéristique de la Carnia, avec des constructions bien conservées du XVIIe et XVIIIe siècles.
- Vuezzis, l’église de saint Nicolas de Myre du XIVe siècle qui contient une importante série de fresques sur la vie et les œuvres du saint[4].
- Valpicetto, les fresques de l’église Sainte Barbara, édifiée au XVIe siècle.
- Gracco, conserve les restes d’une antique foret de fagus.

Du fait de sa position, le pays est une solide base de départ pour les passionnés de randonnées et les ascensions vers les sommets voisins.

## Société

### Évolution démographique
En 1871 avec 1500 habitants, Rigolato arrive à une pointe en 1921 avec 2443 habitants puis s’amorce une chute due à l’immigration, principalement vers les autres pays d’Europe (France, Belgique, Allemagne) et outre-Atlantique, pour passer de 2 058 habitants en 1951 à seulement 641 habitants en 2001.

### Évolution de la population en janvier de chaque année
| 1861 | 1901  | 1921  | 1951  | 1961  | 1971  | 1981 | 1991 | 2001 |
| ---- | ----- | ----- | ----- | ----- | ----- | ---- | ---- | ---- |
| -    | 2 271 | 2 443 | 2 058 | 1 910 | 1 272 | 976  | 765  | 641  |

| 2012 | - | - | - | - | - | - | - | - |
| ---- | - | - | - | - | - | - | - | - |
| 487  | - | - | - | - | - | - | - | - |

### Langue et dialectes
A Rigolato, si la langue officielle est l’italien, la population parle le frioulan (loi régionale du 18 décembre 2007, n. 29 "Norme pour la tutelle, le valorisation et la promotion de la langue frioulane".

## Culture

### Personnalités liées à Rigolato
- Enrico Fruch (Ludaria 20.9.1873–Udine 6.12.1932), poète, instituteur et directeur de l’école de San Domenico.
- Giovanni Giuseppe Cappellari (Rigolato 14.12.1771–Vicenza 7.2.1860) – ordonné prêtre an 1796, professeur au séminaire d’Udine puis recteur en 1812. Nommé professeur de théologie morale à l’université de Padoue, lauréat en théologie chrétienne (1816) et in utroque iure (1826).
- Bruno Russello (Rigolato 1923–Como 19.8.1991) - romancier.
- Alessandro Trabucchi (Verona 5.12.1892–Rigolato 29.11.1982), officier de carrière, général d’armée et personnalité de la résistance italienne.
- Bruno Lepre (Ovaro 11.2.1920–Tolmezzo 16.9.2006). Notaire, sénateur, ex-maire de Rigolato.
- Cristiana Compagno (Udine 2.12.1957). Economiste, recteur de l'université d'Udine.

## Hameauxet localités
- Hameaux:
  - Ludaria, 854 m.
  - Magnanins, 761 m.
  - Valpicetto, 756 m.
  - Givigliana
  - Vuezzis, 878 m.
  - Gracco, 748 m.

- Localités:
  - Ricciòl
  - Casadorno
  - Fornace
  - Tors, 867 m.
  - Autimis, 1089 m.
  - Stalis, 875 m.
  - Soclap

## Communes limitrophes
Comeglians, Forni Avoltri, Paluzza, Prato Carnico

## Administration
| Période                                  | Période  | Identité                   | Étiquette | Qualité |
| ---------------------------------------- | -------- | -------------------------- | --------- | ------- |
| 04/2014                                  | En cours | Emanuela Gortan Cappellari |           |         |
| Les données manquantes sont à compléter. |          |                            |           |         |

La commune fait partie de l'association intercommunale Alta Val Degano – Val Pesarina constituée en 2007 avec les communes de Comeglians, Forni Avoltri, Ovaro, et Prato Carnico.

## Jumelage
Bethoncourt (France)
Un jumelage avec la commune française de Bethoncourt (Doubs) a été officialisé le 29 juin 2013, mettant à l'honneur la population de Rigolato ayant contribué à la construction des logements sociaux nécessaires au développement économique de la région de Montbéliard, dans les années 1950 et 1960.

## Galerie photos

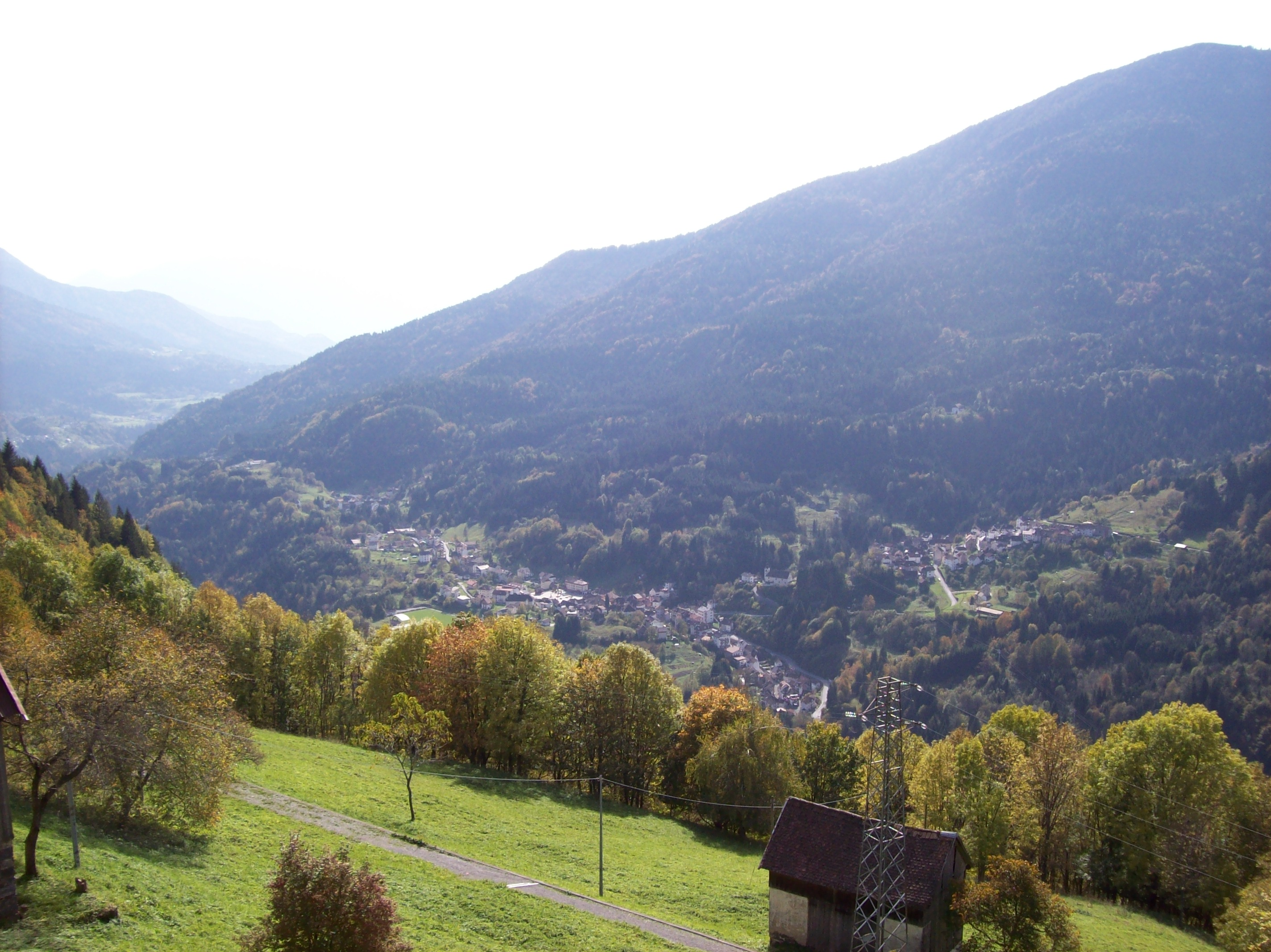
Panorama des habitats de Rigolato et Ludaria
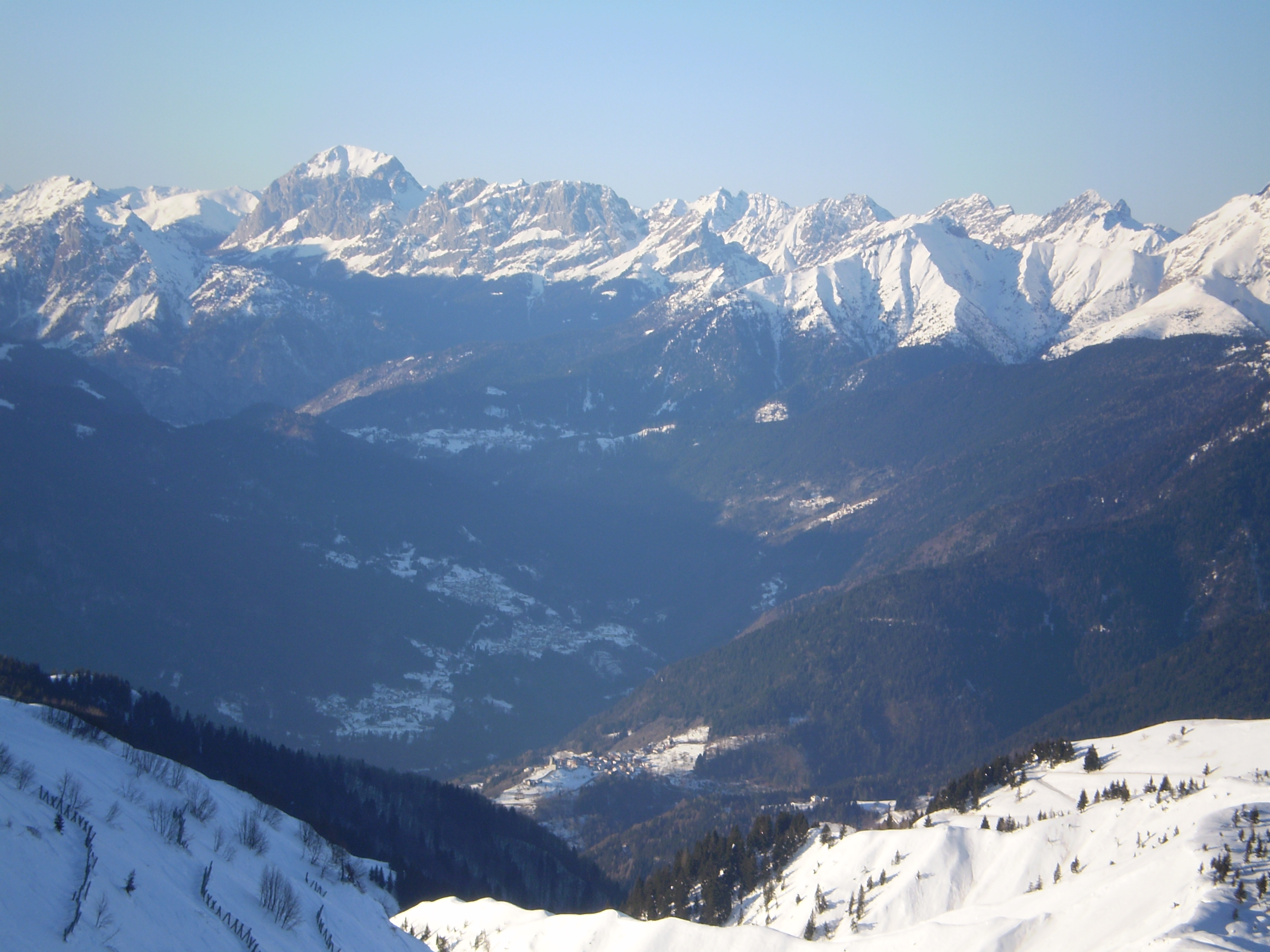
Haut val Degano en hiver
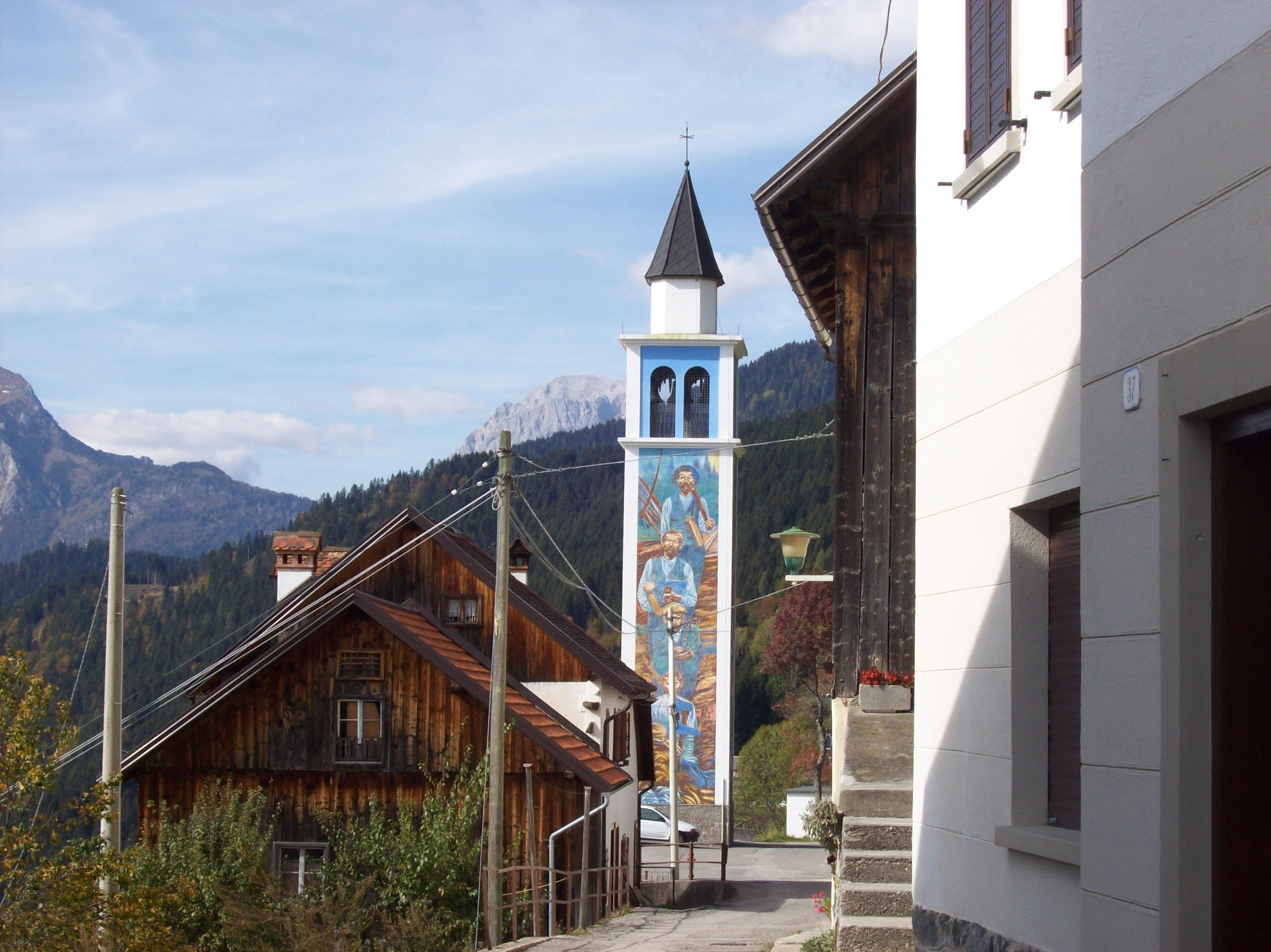
Campanile de Givigliana

## Note
1. ↑  (it) Popolazione residente e bilancio demografico sur le site de l'ISTAT.
2. ↑  "Un document du 5 juin 1257 montre Federico, fils d’Ermanno di Pinzano, donner à Federico, gastald d’Udine, ses possessions du hameau de Clavais sur le canal de Gorto, la villa d’ Avausa avec ses droits, etc., Notizie storiche della Carnia da Venzone a Monte Croce e Camporosso, Li. Ed. "Aquileia", Udine-Tolmezzo, 1960 (II ed.), pp. 33–34.
3. ↑  Guida della Carnia, G.B. Ciani, Tolmezzo, 1906, p. 303.
4. ↑  Venier G., Gli affreschi di San Nicolò di Vuezzis, in «Quaderni dell'Associzione della Carnia Amici dei Musei e dell'Arte», 9 (2004), p. 35.
5. ↑  Denominazioni ufficiali in Lingua Friulana  liste officielle, 26 octobre 2011, Edit. Arlef
6. ↑  Inauguration de l’espace Rigolato du 10/12/2011 en hommage aux maçons de Rigolato, en présence des maires des deux communes
7. ↑  Brochure Rigolato-Bethoncourt de Guido Candido, éditée par la commune de Rigolato, juillet 2011